# Galaxie Comète
La Galaxie Comète (PGC 3234374) est une lointaine galaxie spirale membre de l'amas de galaxies Abell 2667, situé dans la constellation du Sculpteur. Sa vitesse par rapport au fond diffus cosmologique est de 67 447 ± 92 km/s, ce qui correspond à une distance de Hubble de 994,8 ± 69,7 Mpc (∼3,24 milliards d'al).
Note : pour pouvoir obtenir ces informations sur PGC 3234374 (ci-contre dans l'encadré à droite et ci-dessus (valeurs de vitesse)), il faut renseigner dans la barre de recherche des bases de données NASA/IPAC, Simbad et HyperLeda la désignation 2DFGRSS132Z144.

## Galaxie méduse?
La galaxie Comète présente une morphologie particulière, trainant une longue chevelure de matière semblable à celle des comètes (d'où son surnom). Il est clair que nous avons à faire ici à une galaxie méduse, caractérisée par une longue trainée qui se forme dans le sillage d'une galaxie lorsque celle-ci traverse à toute allure un milieu intra-amas particulièrement dense, ce qui a pour effet d'expulser une grande quantité de gaz moléculaire de la galaxie concernée. Ceci est tout aussi probable que la galaxie Comète file à travers son amas galactique à une vitesse proche de 3,5 millions km/h.

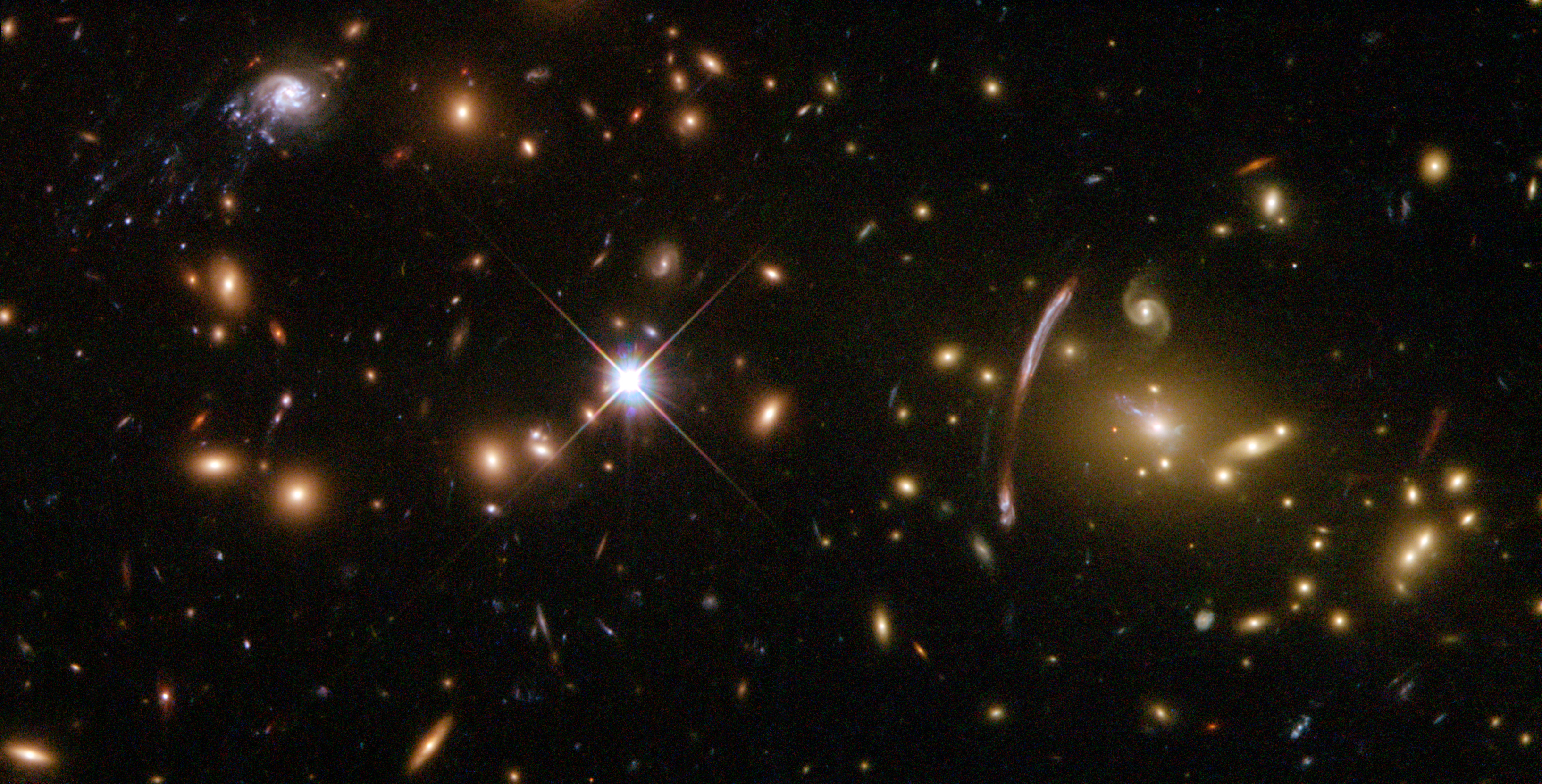
L'amas de galaxies Abell 2667 par le télescope spatial Hubble. La galaxie Comète, elle, est visible dans le cadre supérieur gauche de l'image.